# توم ميكيل
توم لوتز هانز ميكل (بالألمانية: Tom Lutz-Hans Mickel) (مواليد 19 أبريل 1989 ب‍هويرسفيردا في ألمانيا الشرقية - ) هو لاعب كرة قدم ألماني في مركز حراسة المرمى. شارك مع منتخب ألمانيا تحت 20 سنة لكرة القدم. أما مع النوادي، فقد لعب مع غرويتر فورت ونادي هامبورغ.

## روابط خارجية
- توم ميكيل على موقع قاعدة بيانات كرة القدم.إي يو (الإنجليزية)
- توم ميكيل على موقع Soccerway.com (الإنجليزية)
- توم ميكيل على موقع عالم كرة القدم.نت (الإنجليزية)
- توم ميكيل على موقع AS.com (الإسبانية)